# Jörg Puttlitz
Jörg Puttlitz (* 25. August 1962 in Hagen) ist ein deutscher Ruderer. Puttlitz gehörte zum Ruhr-Vierer, einem der in den 1980er Jahren weltbesten Boote in der Bootsklasse Vierer ohne Steuermann.

## Sportliche Entwicklung
Als Ruderer vom Ruderclub Hansa von 1898 (Dortmund) begann er 1976 mit dem Rudersport und ruderte im Jugendbereich mit seinem Vereinskameraden Norbert Keßlau in einem Boot. 1983 rückten Puttlitz und Keßlau zu den Wittener Brüdern Guido und Volker Grabow in den von Günter Petersmann trainierten Vierer.

## Erfolge (Auswahl)
Der neu zusammengesetzte Ruhr-Vierer gewann den Titel bei den Deutschen Meisterschaften und siegte bei den Ruder-Weltmeisterschaften in Duisburg. Die vier Ruderer verteidigten den Deutschen Meistertitel in den Jahren 1984 bis 1986. Bei den Olympischen Spielen 1984 belegte der Vierer mit anderthalb Sekunden Rückstand auf die dänischen Bronzemedaillengewinner den vierten Platz. 1985 wiederholten die vier Ruderer den Weltmeisterschaftsgewinn von 1983. Im Jahr darauf wurden sie Vizeweltmeister hinter dem Boot aus den Vereinigten Staaten.
Dafür wurde er 1986 mit dem Silbernen Lorbeerblatt ausgezeichnet.
1987 pausierte Keßlau, die Grabow-Brüder und Puttlitz siegten bei den Deutschen Meisterschaften zusammen mit dem Essener Georg Bauer. 1988 kehrte Keßlau in den Vierer zurück. Der Ruhr-Vierer unterlag bei den Deutschen Meisterschaften 1988 einer Renngemeinschaft mit Eckhardt Schultz, Ansgar Wessling, Matthias Mellinghaus und Thomas Möllenkamp. Diese vier Ruderer gehörten bei den Olympischen Spielen 1988 in Seoul zum Deutschland-Achter, mit dem sie Gold gewannen. Im Ruhr-Vierer rückte Keßlau vor den Olympischen Spielen auf die Position des Schlagmanns, das Boot belegte in Seoul den dritten Platz. Keßlau und Puttlitz wurden 1989 zusammen mit den Würzburgern Mark Mauerwerk und Frank Dietrich noch einmal Deutscher Meister im Vierer. 1985, 1986 und 1989 gewannen Keßlau und Puttlitz auch bei den Deutschen Meisterschaften im Achter.